# Pinanga acuminata
Pinanga acuminata är en enhjärtbladig växtart som beskrevs av Andrew James Henderson. Pinanga acuminata ingår i släktet Pinanga och familjen Arecaceae. Inga underarter finns listade i Catalogue of Life.